# Antonio Lorente
Antonio Lorente (26 de julio de 1987) es un ilustrador español.

## Biografía
En 2005-2010 se licencia en Bellas Artes en la Universidad Politécnica de Valencia. Fijando su residencia en Portugal y Reino Unido, donde continuó desarrollando su carrera y estilo.
Se especializó en animación 2D y decidió abandonarlo para trabajar con imagen fija, creador de personajes y fondista. En 2012 realizó su primera muestra individual en la casa del cine de su ciudad natal y en los años siguientes su trabajo, junto al de otros ilustradores, se expuso en la Biblioteca Nacional de España y por galerías de Reino Unido, Estados Unidos e Italia.
Algunos de sus álbumes ilustrados los ha realizado junto a su hermana y escritora María Jesús Lorente: La princesa Aburrida en 2016, Yago (2017), Genios "El eco fantasma de sus voces" (2018), libro becado por EmprendeDiseño de Factoría Cultural en Matadero, Madrid.
En 2019 realizó una versión completa de Peter Pan en los jardines de Kensington y Peter Pan y Wendy, con el texto original de James Barrie.
En 2020 su interpretación del clásico Ana la de Tejas Verdes, de Loucy Moud Montgomery, entró en el ranking de libros más vendidos con más de 30.000 ejemplares vendidos en un año

## Obras
- 13 de Fantasmas, texto de varios autores, Edelvives (2025)
- Grandes Amores de la literatura, texto de Espido Freire, Edelvives (2024)
- Carmilla, texto de Joseph Sheridan Le Fanu, Edelvives (2024)
- La leyenda de sleepy Hollow, texto de Washington Irving, Edelvives (2023)
- Mujercitas 2, texto de Louisa May Alcott, Edelvives (2022)
- Mujercitas, texto de Louisa May Alcott, Edelvives (2022)
- Las aventuras  de Tom Sawyer, texto de Mark Twain, Edelvives

- Ana la de Tejas Verdes, texto de L. M. Montgomery, Edelvives

- Peter Pan texto original de James Barrie (2019) Edelvives
- Che Genio!, texto María Jesús Lorente (2019) ARKA Edizioni, Italia
- Genios "El eco fantasma de sus voces" texto María Jesús Lorente (2018) Contempla Edelvives
- Yago, texto María Jesús Lorente (2017) Meracovia
- The Bored Princess (2017), Austin Macauley publishers, U.K
- La princesa Aburrida, texto María Jesús Lorente (2016) Uno

## Premios y Becas
- 2019 Primer premio arte digital Jaume Graells[20]
- 2018 Ganador del cartel de Feria de Almería[21]
- 2017 Ganador del cartel de las Jornadas de Teatro del Siglo de Oro[22]
- 2017 Beca Emprende Diseño, Factoría cultural. Matadero Madrid
- 2017 Premio Argaria mejor álbum ilustrado
- 2016 Premio accésit de arte digital Jaume Graells[23]

## [24]Referencias
1. ↑  «El Ministerio de Cultura y Deporte concede los Premios a los Libros Mejor Editados en 2021». 3 de junio de 2022.
2. ↑  Diario de Almería, ed. (2 de enero de 2017). «premio Argaria mejor álbum infantil ilustrado».
3. ↑  de #Almeria, Noticias. «Antonio Lorente saca el lado 'canalla' de los personajes infantiles de los ochenta en '1987'». Noticias de #Almeria. Consultado el 4 de agosto de 2019.
4. ↑  20Minutos (3 de febrero de 2017). «Una menina ideada por Antonio Lorente protagoniza el cartel de las XXXIV Jornadas de Teatro del Siglo de Oro». 20minutos.es - Últimas Noticias. Consultado el 4 de agosto de 2019.
5. ↑  «Héroes cotidianos en Londres: Antonio Lorente inaugura muestra en Camden Town». www.lavozdealmeria.com. Consultado el 4 de agosto de 2019.
6. ↑  «Antonio Lorente retrata a 14 ilustres con métodos tradicionales y digitales». Diario de Almería. 8 de septiembre de 2012. Consultado el 3 de agosto de 2019.
7. ↑  «Hansel y Gretel en la biblioteca de chocolate». www.bne.es. 10 de agosto de 2014. Consultado el 3 de agosto de 2019.
8. ↑  «El almeriense Antonio Lorente expone a partir de mayo en Camden Town de Londres». Ideal. 22 de abril de 2014. Consultado el 3 de agosto de 2019.
9. ↑  «Emerging to Established - An Annual Survey of New Names in Contemporary Art at Krause Gallery». Widewalls. Consultado el 3 de agosto de 2019.
10. ↑  «Galleria 291 . News . HUNTER». www.galleria291est.com. Archivado desde el original el 3 de agosto de 2019. Consultado el 6 de agosto de 2019.
11. ↑  «El libro familiar que está dando la vuelta al mundo». www.lavozdealmeria.com. Consultado el 3 de agosto de 2019.
12. ↑  «La historia de ‘Yago’ emociona a un Museo de la Guitarra lleno». www.lavozdealmeria.com. Consultado el 3 de agosto de 2019.
13. ↑  JIMÉNEZ, JESÚS (4 de junio de 2018). «'Genios', un retrato artístico y literario de 20 visionarios». RTVE.es. Consultado el 6 de agosto de 2019.
14. ↑  «Genios, el álbum ilustrado de Antonio Lorente que nació en Factoría». Factoría Cultural. 19 de febrero de 2018. Archivado desde el original el 6 de agosto de 2019. Consultado el 6 de agosto de 2019.
15. ↑  «Genios - Antonio Lorente». Factoría Cultural. 27 de marzo de 2018. Archivado desde el original el 6 de agosto de 2019. Consultado el 6 de agosto de 2019.
16. ↑  «Antonio Lorente aplica el filtro «surrealista pop» al clásico «Peter Pan»». abc. 24 de mayo de 2019. Consultado el 3 de agosto de 2019.
17. ↑  JIMÉNEZ, JESÚS (17 de mayo de 2019). «Antonio Lorente nos redescubre al auténtico Peter Pan». RTVE.es. Consultado el 3 de agosto de 2019.
18. ↑  «Antonio Lorente llena el Apolo en la presentación de su 'Peter Pan'». Ideal. 24 de mayo de 2019. Consultado el 3 de agosto de 2019.
19. ↑  «Peter Pan, bajo la mirada de un ilustrador almeriense». www.canalsur.es. Consultado el 3 de agosto de 2019.
20. ↑  «Antonio Lorente, Premio de Arte Digital Jaume Graells». www.lavozdealmeria.com. Consultado el 13 de abril de 2020.
21. ↑  20Minutos (20 de abril de 2018). «El alcalde presenta el cartel de la Feria de Almería 2018, con un diseño "moderno, fresco y diferente"». 20minutos.es - Últimas Noticias. Consultado el 10 de agosto de 2019.
22. ↑  Almeria, Diario de (4 de febrero de 2017). «Antonio Lorente realiza el cartel de las Jornadas de Teatro del Siglo de Oro». Diario de Almería. Consultado el 10 de agosto de 2019.
23. ↑  «Premi d�art digital Jaume Graells - Exposici� - 2016». artdigital.ceina.com. Consultado el 10 de agosto de 2019.
24. ↑  «Libro más vendido».